# Vidžajanagarsko carstvo
Vidžajanagarsko carstvo (takođe poznato kao Karnatsko carstvo, i kraljevstvo Bisnegara među Portugalcima) bilo je bazirano u regionu Dekanske visoravni u Južnoj Indiji. Carstvo su osnovali Harihara  i njegov brat Buka Raja I iz dinastije Sangama 1336. godine. Carstvo je steklo prominenciju kao vrhunac pokušaja južnih sila da odbiju islamske invazije do kraja 13. veka. Ono je trajalo sve do 1646. godine, iako je njegova snaga opadala nakon velikog vojnog poraza u bici kod Talikote 1565. godine od strane kombinovanih armija Dekanskih sultanata. Carstvo je dobilo ime po svom glavnom gradu Vidžajanagara, čije ruševine okružuju današnji Hampi, što je sada lokacija svetska baštine u Karnataki u Indiji. Zapisi srednjovekovnih evropskih putnika poput Domingo Paeza, Fernja Nunesa i Nikola Da Kontija, i literatura na lokalnim jezicima daju ključne informacije o njegovoj istoriji. Arheološka iskopavanja na lokaciji Vidžajanagara otkrila su moć i bogatstvo carstva.
Zaostavština carstva obuhvata mnoge spomenike širom Južne Indije, od kojih je najpoznatija grupa u Hampiju. Različite tradicije izgradnje hramova u Južnoj i Centralnoj Indiji spojile su se u stilu vidžajanagarske arhitekture. Ova sinteza inspirisala je arhitektonsku inovaciju u izgradnji hinduističkih hramova. Delotvorna administracija i intenzivna prekomorska trgovina doneli su nove tehnologije kao što su sistemi za upravljanje vodom za navodnjavanje. Carsko pokroviteljstvo omogućilo je likovnoj umetnosti i književnosti da dostignu nove visine na kanadskom, teluškom, tamilskom i sanskrit, dok je karnatska muzika evoluirala do svog sadašnjeg oblika. Carstvo Vidžajanagara stvorilo je epohu u istoriji Južne Indije koja je nadmašila regionalizam promovišući hinduizam kao ujedinjujući faktor.

## Alternativno ime
Karnatsko carstvo (Karnata Rajya) je bilo još jedno ime za Vidžajanagarsko carstvo, koje je korišteno u pojedinim natpisima i književnim radovima Vidžajanagarskih vremena uključujući sanskritski rad Jambavati Kalyanam pisca Kinga Krišnadevaraja i teluški rad Vasu Čaritamu.

## Istorija
Predložene su različite teorije o poreklu carstva Vidžajanagar. Mnogi istoričari predlažu da su Harihara  i Buka , osnivači carstva, bili kanarskog porekla i zapovednici u vojsci carstva Hojsala, stacionirani u regiji Tungabadra, kako bi odvraćali muslimanske invazije iz severne Indije. Drugi tvrde da su bili teluškog porekla, prvo povezani sa kraljevstvom Kakatija, koji su preuzeli kontrolu nad severnim delovima Hojsalskog carstva tokom njegovog slabljenja. Bez obzira na njihovo poreklo, istoričari se slažu da je osnivače podržao i inspirisao Vidjaranija, svetac u manastiru Sringeri, u borbi protiv muslimanske invazije na Južnu Indiju. Zapisi stranih putnika tokom kasnog srednjovekovnog doba u kombinaciji sa nedavnim iskopavanjima u kneževini Vidžajanagar otkrili su preko potrebne informacije o istoriji carstva, utvrđenjima, naučnim razvojima i arhitektonskim inovacijama.

## Literatura
- Arthikaje. „Literary Activity, Art and Architecture”. History of karnataka. OurKarnataka.Com. Архивирано из оригинала 12. 10. 2008. г. Приступљено 31. 12. 2006.
- Dallapiccola, Anna L. (2001). „Relief carvings on the great platform”.  Ур.: John M. Fritz; Michell, George. New Light on Hampi: Recent Research at Vijayanagara. Mumbai: MARG. ISBN 978-81-85026-53-4.
- Davison-Jenkins, Dominic J. (2001). „Hydraulic works”.  Ур.: John M. Fritz; Michell, George. New Light on Hampi: Recent Research at Vijayanagara. Mumbai: MARG. ISBN 978-81-85026-53-4.
- Durga Prasad, J. (1988). History of the Andhras up to 1565 A. D. (PDF). Guntur: P.G. Publisher. Архивирано из оригинала (PDF) 22. 4. 2006. г. Приступљено 27. 1. 2007.
- Eaton, Richard M. (2006). A social history of the Deccan, 1300–1761: eight Indian lives. Cambridge: Cambridge University Press. ISBN 978-0-521-71627-7.
- . New Delhi: Good Earth publication & Department of Tourism, India. Hampi travel guide. 2003. ISBN 81-87780-17-7. Текст „pages” игнорисан (помоћ), LCCN 2003-334582.
- Fritz, John M.; Michell, George, ур. (2001). New Light on Hampi: Recent Research at Vijayanagar. Mumbai: MARG. ISBN 978-81-85026-53-4.
- Iyer, Panchapakesa A.S. (2006) [2006]. Karnataka Sangeeta Sastra. Chennai: Zion Printers.
- Kamath, Suryanath U. (2001) [1980]. A concise history of Karnataka: from pre-historic times to the present. Bangalore: Jupiter books. LCCN 80905179. OCLC 7796041.
- Karmarkar, A.P. (1947) [1947]. Cultural history of Karnataka: ancient and medieval. Dharwad: Karnataka Vidyavardhaka Sangha. OCLC 8221605.
- Kulke and Rothermund, Hermann and Dietmar (2004) [2004]. A History of India. Routledge (4th edition). ISBN 978-0-415-32919-4.
- Mack, Alexandra (2001). „The temple district of Vitthalapura”.  Ур.: John M. Fritz and George Michell. New Light on Hampi: Recent Research at Vijayanagara. Mumbai: MARG. ISBN 978-81-85026-53-4.
- Nilakanta Sastri, K. A. (1955) [reissued 2002]. A history of South India from prehistoric times to the fall of Vijayanagar. New Delhi: Indian Branch, Oxford University Press. ISBN 978-0-19-560686-7.
- Philon, Helen (2001). „Plaster decoration on Sultanate-styled courtly buildings”.  Ур.: John M. Fritz; Michell, George. New Light on Hampi: Recent Research at Vijayanagara. Mumbai: MARG. ISBN 978-81-85026-53-4.
- Pujar, Narahari S.; Rao, Shrisha; H.P. Raghunandan. „Sri Vyâsa Tîrtha (1460–1539) – a short sketch”. Dvaita Home Page. Архивирано из оригинала 28. 03. 2016. г. Приступљено 31. 12. 2006.
- Ramesh, K. V. „Introduction”. South Indian Inscription, Volume 16: Telugu Inscriptions from Vijayanagar Dynasty. New Delhi: Archaeological Survey of India.
- Shiva Prakash, H.S. (1997). „Kannada”.  Ур.: Ayyappapanicker. Medieval Indian Literature:An Anthology. Sahitya Akademi. ISBN 978-81-260-0365-5.
- Rice, B.L. (2001) [1897]. Mysore Gazetteer Compiled for Government-vol 1. New Delhi, Madras: Asian Educational Services. ISBN 978-81-206-0977-8.
- Sewell, Robert (1901). A Forgotten Empire Vijayanagar: A Contribution to the History of India. Архивирано из оригинала 26. 09. 2009. г. Приступљено 06. 12. 2019.
- Verghese, Anila (2001). „Memorial stones”.  Ур.: John M. Fritz; Michell, George. New Light on Hampi: Recent Research at Vijayanagara. Mumbai: MARG. ISBN 978-81-85026-53-4.
- Thapar, Romila (2003) [2003]. The Penguin History of Early India. New Delhi: Penguin Books. ISBN 978-0-14-302989-2.
- Michell, George (2008). Vijayanagara: Splendour in Ruins. Ahmedabad: Mapin Publishing and The Alkazi Collection of Photography. ISBN 978-81-89995-03-4.
- Nagaraj, D.R. (2003). „Tensions in Kannada Literary Culture”.  Ур.: Pollock, Sheldon. Literary Cultures in History: Reconstructions from South Asia. Berkeley and Los Angeles: University of California. ISBN 978-0-520-22821-4.
- Asher & Talbot, Catherine & Cynthia (2006). „Creation of Pan South Indian Culture”. India Before Europe. Cambridge: Cambridge University Press. ISBN 978-0-521-00539-5.
- Rice, E.P. (1982) [1921]. A History of Kanarese Literature. New Delhi: Asian Educational Services. ISBN 978-81-206-0063-8.
- Bang, Peter Fibiger; Kolodziejczyk, Dariusz, ур. (2012). „Ideologies of state building in Vijayanagara India”. Universal Empire: A Comparative Approach to Imperial Culture and Representation in Eurasian History. Cambridge University Press. ISBN 978-1-107-02267-6.
- Stein, Burton (1989). The New Cambridge History of India: Vijayanagara. Cambridge University Press. ISBN 978-0-521-26693-2.
- Oldham, C. E. A. W. (1936). „Reviewed work: Vijayanagara: Origin of the City and the Empire, N. Venkata Ramanayya”. The Journal of the Royal Asiatic Society of Great Britain and Ireland (1): 130—131. JSTOR 25182067..